# Apoteksprivilegium
Apoteksprivilegium var i Sverige ett privilegium som utfärdades till apotek och apotekare att bedriva apotekarverksamhet. Apotekare var ett skrå varför privilegierna var ärftliga, dock brukade de överlåtas genom köp.
Från och med när apotek först började upprättas i Sverige var rörelsen starkt begränsad. Inget apotek fick anläggas i Sverige utan kronans tillstånd, "Vår allernådigste vocation och beställning", såsom det heter i 1688 års medicinalordningar. 
Detta tillstånd, privilegium, meddelades för visst, på bestämd ort beläget apotek, särskilt för varje ny apotekare. Tidigt uppkom i Sverige en praxis att överlåta apoteken genom köp, på vilket det kungliga privilegiet utgjorde stadfästelsen. I motsats till dessa äldre s.k. reala, säljbara apoteksprivilegier uppkom 1834 ett annat slag, därigenom att i privilegiebrevet inrycktes ett uttryckligt förbud mot överlåtelse genom köp. Apoteksprivilegiet blev ett s.k. personligt privilegium. Om ett apotek med dylikt privilegium blev ledigt, tillsättes den nye apotekaren av kronan efter ansökan, som stod öppen för alla. 
Dessa bägge slag av apotek kallades stamapotek, i motsats till filialapotek, vilka var såsom fullständiga apotek inrättade
filialer av de förra och koncessionerade av kronan "tills vidare". Ett slags filialer, fastän med mindre fullständig utrustning och av mera tillfällig natur, var de s.k. medikamentsförråd, som sedan 1869 anlades och vilkas hållande, efter skedd ansökan, gavs i uppdrag åt någon närboende apotekare personligen. 
Under 1700-talet sökte staten främja inrättandet av sockenapotek, varvid förutsattes någon medicinsk kunskap hos prästerskapet ("pastoralmedicin"). Dessa apotek avskaffades 1823. Ett försök till återupplivande gjordes 1890, då det ålades provinsialläkarna att införskaffa läkemedel, desinfektionsmedel och andra kemikalier.
Den ovan nämnda överlåtelsen genom köp, privilegiehandeln, medförde för apotekaryrket olägenheter, dels genom den växande skuldsättningen för apotekens åtkomst, dels genom osäkerheten i själva handelns rättsliga beskaffenhet då den grundade sig endast på hävd. Sedan 1830-talet framställdes flera förslag att avskaffa privilegiehandeln. Frågan löstes först genom kungliga majestäts kungörelse av 9 september 1873, enligt vilken "all handel med eller öfverlåtelse enskilde emellan af apoteksprivilegier skall med utgången af år 1920 upphöra att vidare tillerkännas gällande kraft." Stadgar fastställdes för en amorteringsfond för apoteksprivilegier. Delägare i fonden fick sitt privilegium efter värdering inlöst, varigenom apoteket blev personellt med förbindelse av halvårsinbetalningar till fonden ända till amorteringens slut, då av överskottet (reservfonden) bildades en pensionsfond för behövande medlemmar samt änkor och barn. En ny amorteringsfond för apoteksprivilegier erhöll stadgar 16 september 1892. 
1873 fanns 120 apotek med säljbara privilegier, 67 med personella, 16 filialapotek och 15 medikamentsförråd.
1970 övertog svenska staten apotekarverksamheten, och bildade Apoteket AB.